# Oscinimorpha sordidissima
Oscinimorpha sordidissima är en tvåvingeart som först beskrevs av Gabriel Strobl 1893.  Oscinimorpha sordidissima ingår i släktet Oscinimorpha och familjen fritflugor. Arten är reproducerande i Sverige. Inga underarter finns listade i Catalogue of Life.